# Бецольд, Иоганн Фридрих Вильгельм фон
Иоганн Фридрих Вильгельм фон Бецольд (нем. Johann Friedrich Wilhelm von Bezold; 1837—1907) — немецкий физик и метеоролог.
Первые работы по теоретической оптике и электричеству; затем проводил исследования по метеорологии и земному магнетизму. Важнейший его труд — пять статей по «Термодинамике атмосферы», в которых он теоретически исследовал вопросы, связанные с восходящими и нисходящими движениями воздушных масс. Важные труды по теории циклонов, обмену тепла на земной поверхности, нормальному земному магнетизму.
С 1885 г. директор Прусского метеорологического института и профессор Берлинского университета. Иностранный член-корреспондент Петербургской академии наук c 02.12.1906 по физико-математическому отделению (разряд физический). Президент Немецкого физического общества в 1895—1897 гг.
Среди его известных учеников - Артур Берсон.

## Труды
- Gesammelte Abhandlungen aus den Gebieten der Meteorologie und des Erdmagnetismus. — Braunschweig: Fr. Vieweg und Sohn, 1906.